# Typhaceae
Famille
Classification APG III (2009)
Les Typhaceae constituent une famille de plantes monocotylédones de l'ordre des Typhales (ou, selon la classification phylogénétique APG II,I des Poales). Même si elles ressemblent, ces plantes ne sont pas directement apparentées aux roseaux (Phragmites australis). 
La classification phylogénétique APG III (2009), qui a évité toute option, place systématiquement le genre Sparganium, rendant la famille Sparganiaceae invalide.

## Étymologie
Le nom vient du genre Typha qui vient du grec τυφά / tyfá, nom utilisé par Théophraste pour cette plante. 

## Liste des genres
La classification phylogénétique APG III (2009) inclut dans cette famille les genres précédemment placés dans la famille Sparganiaceae. Le genre Sparganium pour être précis.

Selon World Checklist of Selected Plant Families (WCSP) (22 avr. 2010) et Angiosperm Phylogeny Website (21 mai 2010) :
- genre Sparganium  L. (1753) (anciennement dans Sparganiaceae)
- genre Typha  L. (1753)

Selon NCBI (22 avr. 2010) :
- genre Rohrbachia
- genre Sparganium (anciennement dans Sparganiaceae)
- genre Typha

Selon ITIS (22 avr. 2010) :
- genre Typha  L.

Selon DELTA Angio (22 avr. 2010) :
- genre Typha

## Liste des espèces

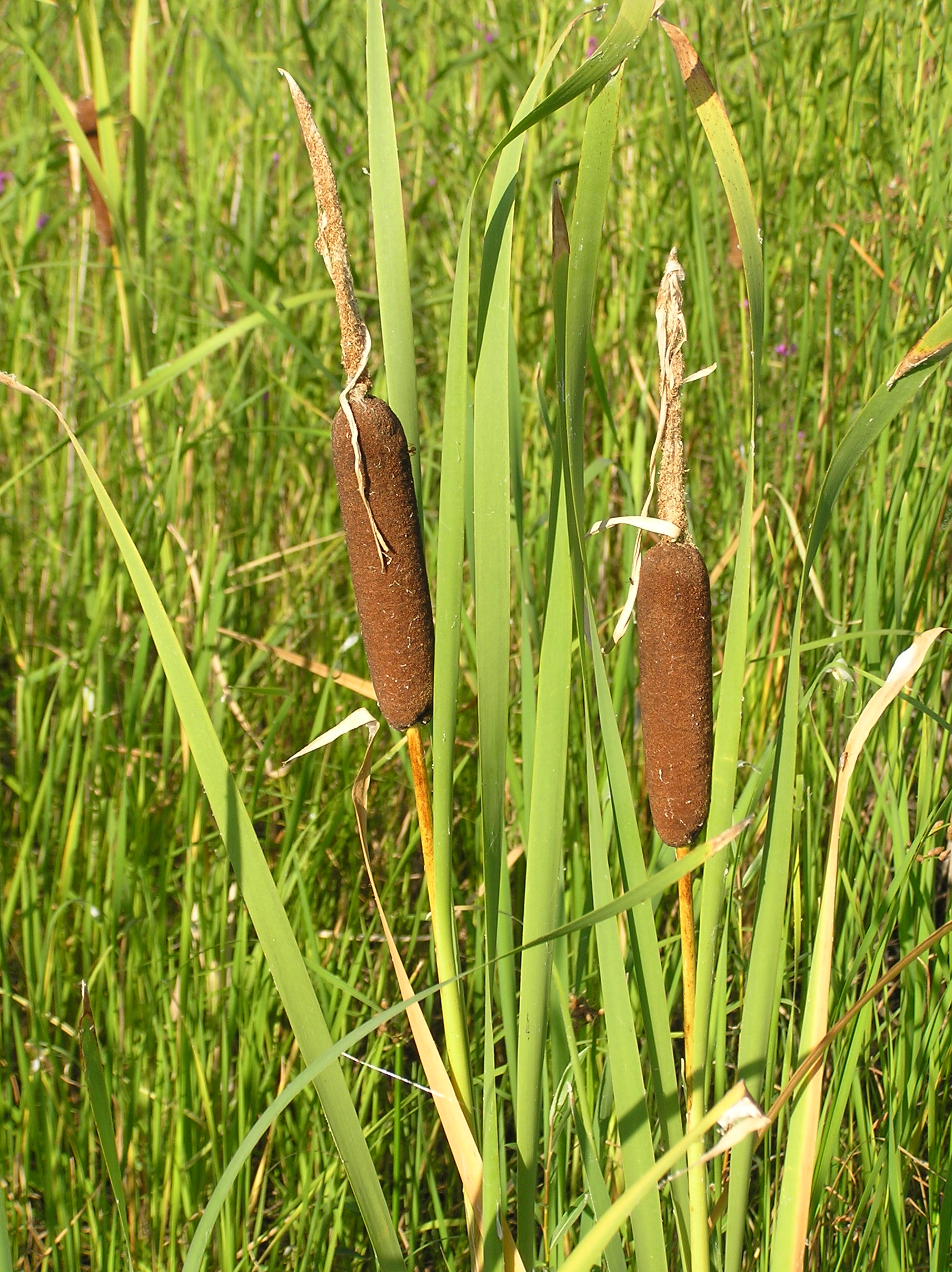
Inflorescences de Typha intermedia dans la région de la Volga

| Selon World Checklist of Selected Plant Families (WCSP) (22 avr. 2010) : - genre Sparganium L. (1753) - Sparganium americanum Nutt. (1818) - Sparganium amplexicaulium D.Yu, Bull. Bot. Res. (1992) - Sparganium androcladum (Engelm.) Morong (1888) - Sparganium angustifolium Michx. (1803) - Sparganium arcuscaulis D.Yu & G.T.Yang, Bull. Bot. Res. (1991) - Sparganium choui D.Yu, Bull. Bot. Res. (1992) - Sparganium emersum Rehmann (1871 publ. 1872) - Sparganium × englerianum Graebn. (1897) - Sparganium erectum L. (1753) - Sparganium eurycarpum Engelm. (1867) - Sparganium fallax Graebn. (1900) - Sparganium fluctuans (Engelm.) B.L.Rob. (1905) - Sparganium glomeratum (Laest. ex Beurl.) Neuman (1889) - Sparganium gramineum Georgi (1775) - Sparganium hyperboreum Laest. ex Beurl. (1853) - Sparganium japonicum Rothert (1913) - Sparganium kawakamii H.Hara (1938) - Sparganium × longifolium Turcz. ex Ledeb. (1838) - Sparganium manshuricum D.Yu, Bull. Bot. Res. (1992) - Sparganium multiporcatum D.Yu, Bull. Bot. Res. (1991) - Sparganium natans L. (1753) - Sparganium × oligocarpon Ångstr. (1853) - Sparganium probatovae Tzvelev (1984) - Sparganium rothertii Tzvelev (1984) - Sparganium × speirocephalum Neuman (1889) - Sparganium × splendens Meinsh. (1895) - Sparganium subglobosum Morong (1888) - Sparganium tenuicaule D.Yu & L.H.Liu, Bull. Bot. Res. (1991) - genre Typha L. (1753) - Typha albida Riedl (1970) - Typha alekseevii Mavrodiev (1999) - Typha angustifolia L. (1753) - Typha × argoviensis Hausskn. ex Asch. & Graebn. (1897) - Typha austro-orientalis Mavrodiev, Byull. Moskovsk. Obshch. Isp. Prir. (2006) - Typha azerbaijanensis Hamdi & Assadi (2003) - Typha × bavarica Graebn. (1900) - Typha capensis (Rohrb.) N.E.Br. (1897) - Typha caspica Pobed. (1950) - Typha changbaiensis M.Jiang Wu & Y.T.Zhao, Bull. Bot. Res. (2000) - Typha davidiana (Kronf.) Hand.-Mazz. (1938) - Typha domingensis Pers. (1807) - Typha elephantina Roxb., Fl. Ind. ed. 1832 (1832) - Typha × gezei Rothm. (1940) - Typha × glauca Godr. (1844) - Typha grossheimii Pobed. (1949) - Typha joannis Mavrodiev (2001) - Typha kalatensis Assadi & Hamdi (2003) - Typha latifolia L. (1753) - Typha laxmannii Lepech. (1801) - Typha lugdunensis P.Chabert (1850) - Typha minima Funck (1794) - Typha orientalis C.Presl (1851) - Typha persica Ghahr. & Sanei (1979) - Typha × provincialis A.Camus (1910) - Typha przewalskii Skvortsov (1943) - Typha shuttleworthii W.D.J.Koch & Sond. (1844) - Typha sistanica De Marco & Dinelli (1976-1977 publ. 1978) - Typha × smirnovii Mavrodiev, Byull. Moskovsk. Obshch. Isp. Prir. (2000) - Typha subulata Crespo & Pérez-Mor. (1967) - Typha × suwensis T.Shimizu (1989) - Typha tichomirovii Mavrodiev, Byull. Moskovsk. Obshch. Isp. Prir. (2002) - Typha turcomanica Pobed. (1949) - Typha tzvelevii Mavrodiev (2002) - Typha valentinii Mavrodiev (2000) - Typha varsobica Krasnova (2002) | Selon NCBI (22 avr. 2010) : - genre Rohrbachia - Rohrbachia alekseevii - Rohrbachia minima - genre Sparganium - Sparganium americanum - Sparganium angustifolium - Sparganium emersum - Sparganium eurycarpum - Sparganium glomeratum - Sparganium hyperboreum - Sparganium natans - Sparganium stoloniferum - genre Typha - Typha angustata - Typha angustifolia - Typha capensis - Typha caspica - Typha domingensis - Typha elata - Typha elephantina - Typha intermedia - Typha latifolia - Typha laxmannii - Typha orientalis - Typha provincialis - Typha shuttleworthii - Typha tichomirovii - Typha valentinii - Typha × glauca - Typha × smirnovii |